# Parlami di te
Parlami di te (Un Homme Pressé) è un film del 2018 diretto da Hervé Mimran.
La storia è ispirata al libro J'étais un homme pressé: AVC, un grand patron témoigne di Christian Streiff, ex CEO di Airbus e del gruppo PSA, autobiografia nella quale racconta la sua malattia e la lenta convalescenza.

## Trama
Alain è un manager di un'importante casa automobilistica. Non concepisce nulla all'infuori del suo lavoro cui dedica tutto se stesso. Un giorno è colto da un ictus dal quale si salva grazie alla prontezza del suo autista, ma che lascia danni alla memoria e al linguaggio.
Con il salone di Ginevra alle porte, Alain non accetta di dover fare una tranquilla convalescenza, e si mette a lavorare, se non altro per far sì che la sua presentazione dell'ultimo modello della casa, possa avvenire senza intoppi. Ingaggia così Jeanne, una ortofonista che lo aveva preso in cura in ospedale. Con un enorme sforzo e con Jeanne sempre accanto, Alain riesce a fare un'ottima figura a Ginevra. 
Questo non basta ai suoi superiori che ritengono il riscontro dei mercati, che pure è stato positivo, sotto le aspettative. Alain perde così il lavoro e si trova improvvisamente solo. La nuova vita cui è costretto gli fa riscoprire il rapporto con la figlia Julia, da lui sempre trascurata. 
Quindi torna a chiedere aiuto anche a Jeanne, della quale dopo Ginevra pensava di non avere più bisogno. La giovane donna, abbandonata piccolissima dalla propria madre e cresciuta da genitori adottivi, ha desiderio di conoscere la madre naturale. Con l'appoggio degli stessi genitori adottivi raccoglie delle informazioni ma poi non riesce ad andare avanti.
Alain propone alla figlia di accompagnarla nel Cammino di Santiago che lei aveva deciso di intraprendere da sola, dopo un importante esame. Quest'ultimo causa però un'incomprensione per via dei vuoti di memoria che ancora affliggono Alain. L'uomo parte comunque per il cammino, insieme al proprio cane, mentre Jeanne che lo attendeva per un appuntamento, vi incontra la madre, coronando un suo grandissimo desiderio.
Julia scopre come il padre si sia speso per fare questa bellissima sorpresa a Jeanne e capisce che l'ultima delusione che le ha dato non può addebitargliela. Così si mette in viaggio e raggiunge il padre per concludere insieme il Cammino, recuperando un rapporto che sembrava compromesso.

## Distribuzione
Il film è uscito nelle sale cinematografiche italiane il 21 febbraio 2019.